# Precure All Stars DX
PreCure All Stars DX: Todas somos amigas ☆ La colección de los Milagros! (プリキュアオールスターズDX みんなともだちっ☆奇跡の全員大集合！ PreCure All Stars DX: Minna Tomodachi☆Kiseki no Zenin Daishūgō!?) es una película de anime creada por Toei Animation y estrenada en Japón el 20 de marzo del 2009. La película es un crossover ficcional de las seis primeras temporadas de la serie de anime Pretty Cure.

## Trama
Love, Miki e Inori, protagonistas de Fresh Pretty Cure, van a un concurso de baile en el Minato Mirai, en Yokohama, Japón, pero se pierden en el camino hacia allá. Aún buscando su camino, son atacadas por un monstruo. Cuando las tres se transforman en Pretty Cure, aparecen otras Pretty Cure para ayudarlas, todas las Pretty Cure deben combinar sus poderes para enfrentar a esta nueva amenaza.

## Créditos
- Director: Takashi Otsuka.
- Screenplay: Isao Murayama.
- Diseño de Personajes: Akira Inagami, Hisashi Kagawa, Toshie Kawamura.
- Director de Arte: Midori Tanakasato.
- Director de Animación: Mitsuru Aoyama.
- Diseño de Arte: Shinzo Yuki.
- Producción de Animación: Toei Animation.

## Personajes ySeiyū
- Nagisa Misumi/Cure Black: Yoko Honna.
- Honoka Yukishiro/Cure White: Yukana.
- Hikari Kujo/Shiny Luminosa: Rie Tanaka.
- Saki Hyuuga/Cure Bloom/Cure Bright: Orie Kimoto.
- Mai Mishou/Cure Egret/Cure Windy: Atsuko Enomoto.
- Nozomi Yumehara/Cure Dream: Yūko Sanpei.
- Rin Natsuki/Cure Rouge: Junko Takeuchi.
- Urara Kasugano/Cure Lemonade: Mariya Ise.
- Komachi Akimoto/Cure Mint: Ai Nagano.
- Karen Minazuki/Cure Aqua: Ai Maeda.
- Kurumi Mimino/Milky Rose/Milk: Eri Sendai.
- Love Momozono/Cure Peach: Kanae Oki.
- Miki Aono/Cure Berry: Eri Kitamura.
- Inori Yamabuki/Cure Pine: Akiko Nakagawa.

## Secuelas
- Aparte de esta película, también hay una segunda película llamada Precure All Stars DX2: La luz de la Esperanza ☆ Protege la Joya del arco iris!, estrenada en Japón el 20 de marzo del 2010, salen todas las protagonistas incluidas las de la 7ª temporada (HeartCatch PreCure!).
- Y el 19 de marzo del 2011 se estrenó Precure All Stars DX3: Entrega el futuro! El arco iris ☆ La flor de color que conecta el mundo, la tercera película del tipo crossover ficcional que consta con la aparición de las protagonistas de la 8ª temporada (Suite Pretty Cure ♪). Parte de Precure All Stars DX3 fue afectado por terremoto ocurrido en Japón en el 2011.
- La cuarta película del tipo crossover ficcional, esta vez no de la saga DX, se llama Precure All Stars New Stage: Amigas del futuro, y aparecen las protagonistas desde Max Heart a Smile PreCure!, la 9ª temporada del anime Futari wa Pretty Cure. Esta cuarta película se estrenó el 17 de marzo del 2012.
- Una quinta película, Pretty Cure All Stars New Stage 2: Amigas del corazón (プリキュアオールスターズ New Stage 2 こころのともだち PuriKyua Ōru Sutāzu Nyū Sutēji Tsū: Kokoro no Tomodachi?) se estrenó el 16 de marzo del 2013, y aparecen las protagonistas desde Max Heart a Doki Doki! PreCure, la 10.ª temporada del anime Futari wa Pretty Cure.[1]
- La sexta, Precure All Stars New Stage 3: Amigas eternas, estrenado en marzo del 2014, donde aparecen las protagonistas desde Max Heart hasta Happiness Charge PreCure! con motivo del 10° aniversario de esta franquicia.
- Una séptima, llamada Precure All Stars: Carnaval de primavera fue estrenada en marzo del 2015, reúne todas las protagonistas incluidas las de la 12.ª temporada (Go! Princess PreCure).

## Todas las películas

### Pretty Cure All Stars

#### Pretty Cure All Stars DX
Pretty Cure All Stars DX: Todas somos amigas ¡La colección de los milagros! es la primera película donde están Love, Miki y Inori. Se estrenó en los cines de Japón el 20 de marzo de 2009. Cure Passion no está en esa película ya que aparece en DX2 y DX3.
- OP: KiraKira Kawaii!! Pretty Cure Daishuugou (cantado por Cure Deluxe)
- ED: Pretty Cure, Miracle Deluxe (cantado por Mayu Kudo y Cure Deluxe)

#### Pretty Cure All Stars DX2
Pretty Cure All Stars DX2: La Luz de la Esperanza - ¡Protege la Joya Arcoíris! es una película donde aparece las HeartCatch PreCure!. Tsubomi y Erika son dos chicas que vieron una estudiante llamada Love Momozono. Aparecen Yuri e Itsuki, pero no en su forma Cure. Se estrenó el 20 de marzo de 2010. En esta película hay un ataque llamado Solución de la Joya Arcoíris Pretty Cure.
- OP: KiraKira Kawaii!! Pretty Cure Daishuugou -Kibou no Hikari- (cantado por Aya Ikeda)
- ED: 17jewels -Pretty Cure Medley 2010- (cantado por Aya Ikeda y Mayu Kudo)

#### Pretty Cure All Stars DX3
Pretty Cure All Stars DX3: Entrega el futuro ¡La flor color arcoíris que conecta el mundo! es la tercera película que el tema principal es el universo. Hibiki y Kanade son dos chicas que encuentran a Tsubomi. Estrena el 19 de marzo de 2011.
Se combinan sus ataques como:
- Iluminación Máxima
- Estrella Espiral Pretty Cure Splash
- Explosión de la Rosa Arcoíris Pretty Cure
- Ventisca Metálica Milky Rose
- Triple Frescura Pretty Cure
- Huracán de Felicidad Pretty Cure
- Orquesta Atrapacorazones Pretty Cure
- Rondo Musical Pretty Cure

- OP: Kirakira Kawaii!! Pretty Cure Daishuugou -Inochi no Hana- (cantado por Mayu Kudo, Mayumi Gojo y Yuka Uchiyae)
- ED: Arigatou ga Ippai (cantado por Mayumi Gojo, Yuka Uchiyae, Mayu Kudo, Kanako Miyamoto, Mizuki Moie, Momoko Hayashi y Aya Ikeda)